# اچ‌ام‌اس کرونا (دی۹۷)
اچ‌ام‌اس کرونا (دی۹۷) (به انگلیسی: HMS Corunna (D97)) یک کشتی بود که طول آن ۳۷۹ فوت (۱۱۶ متر) بود. این کشتی در سال ۱۹۴۵ ساخته شد.